# 静电计

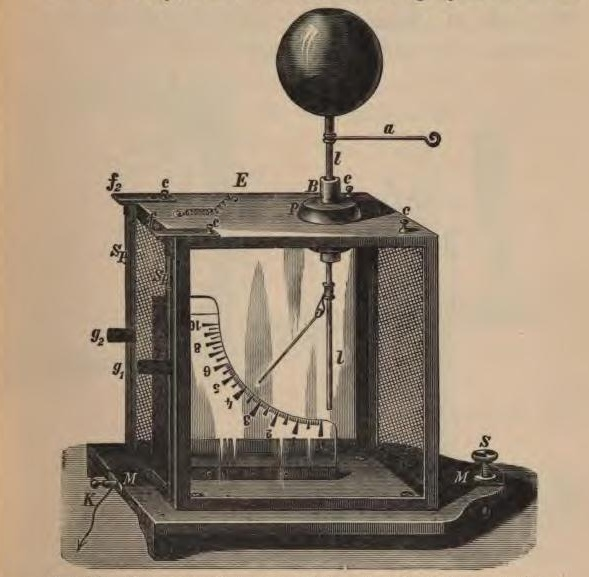
静电计

静电计是一种用于测量電荷或电勢差的电子仪器。有些静电计上具有標尺。静电计是根据静电互相排斥和吸引的作用，使仪器中可动部分发生偏转的原理制成。